# Olin Howland
Olin Ross Howland (Denver, 10 febbraio 1886 – Hollywood, 20 settembre 1959) è stato un attore statunitense.

## Filmografia parziale

### Cinema
- Danse Macabre, cortometraggio, regia di Dudley Murphy (1922)
- L'ombra di Washington (Janice Meredith), regia di E. Mason Hopper (1924)
- The Case of the Curious Bride, regia di Michael Curtiz (1935)
- Nulla sul serio (Nothing Sacred), regia di William A. Wellman (1937)
- Le avventure di Tom Sawyer (The Adventures of Tom Sawyer), regia di Norman Taurog (1938)
- Via col vento (Gone with the Wind), regia di Victor Fleming (1939)
- I dominatori (In Old California), regia di William C. McGann (1942)
- The Man Who Wouldn't Die, regia di Herbert I. Leeds (1942)
- L'ultima conquista (Angel and the Badman), regia di James Edward Grant (1947)
- Assalto alla Terra (Them!), regia di Gordon Douglas (1954)
- L'aquila solitaria (The Spirit of St. Louis), regia di Billy Wilder (1957)
- Fluido mortale (The Blob), regia di Irvin S. Yeaworth Jr. (1958)

### Televisione
- Mickey Rooney Show (The Mickey Rooney Show) – serie TV, episodio 1x31 (1955)
- Corky, il ragazzo del circo (Circus Boy) – serie TV, episodio 1x01 (1956)